# Ложок (Искитимский район)
Ложок — упразднённый железнодорожный разъезд (тип населенного пункта) в Искитимском районе Новосибирской области. На момент упразднения входил в состав Чернореченского сельсовета. В 1961 году включен в черту города Искитим и исключен из учётных данных .

## География
Разъезд располагался у одноимённого железнодорожного разъезда на линии Инская — Среднесибирская Западно-Сибирской железной дороги, ныне одноимённый микрорайон в южной части города Искитим.

## История
Образован в 1932 году при строительстве разъезда.
Решением Новосибирского облисполкома от 26.04.1961 г. № 301 деревня включена в состав города Искитим.